# Pseudidothea richardsoni
Pseudidothea richardsoni là một loài chân đều trong họ Pseudidotheidae. Loài này được Hurley miêu tả khoa học năm 1957.